# Het Oude Noorden
Het Oude Noorden is een Nederlandse soapserie uit 1993, die zich afspeelde in de Rotterdamse wijk het Oude Noorden. De serie was een bewerking van de Britse serie EastEnders.
De personages waren een mengelmoesje van mensen die al generaties in de wijk woonden en nieuwkomers. Zij leefden en werkten rond het (fictieve) Burgemeester Roosplein. De Britse serie Eastenders, waarop de serie was gebaseerd, speelt zich af op een vergelijkbare locatie in Londen. De serie werd in een decor gespeeld, in de open lucht.
De verhaallijn volgde trouw de eerste Eastenders-scripts. Een grote Rotterdamse familie, die werd geleid door een dominante grootmoeder, stond centraal.
De meeste acteurs kwamen zelf ook uit Rotterdam. Ook werd veel tijd genomen om te repeteren. De serie kwam daardoor erg naturel over. Desondanks was de serie niet erg succesvol. Na één seizoen stopte de VARA er dan ook weer mee.

## Personages
- Loes Vos – Bep Martens
- Ton Pompert – Willem Martens
- Aletta de Nes – Carolien Martens
- Helen Hedy Pavias – Jozefien Ottevanger Martens
- Paul van Soest – Fred Ottevanger
- Tim Meeuws – Kroegbaas Ger Visser
- Dana Dool – Ankie Visser
- Nora Kretz – Greetje Kuyper
- Jaap Maarleveld – Dokter Ruben Klein
- Amber de Grauw - Tamara Visser
- Cahit Olmez - Sheref Elmaci
- Martin Schwab - Frankie Portier
- Cynthia Abma - Poel van Delden
- Pepijn Gunneweg - Sjoerd Martens
- Hans Breetveld - Johnnie Crooswijk
- Froukje van den Akker - Bianca Ottevanger
- Jaloe Maat - Vera Firat
- Coen van Vlijmen - Vic Ottevanger
- Ramon Ramnath - Jimmy Singh
- Kietje Sewrattan - Aisha Singh
- Vefa Ocal - Avares Firat
- Dennis Rudge - Jeffrey Martina
- Maaike Boulee - Hannie Duvekot

## Afleveringen
| #  | Air date      | Title                       |
| -- | ------------- | --------------------------- |
| 1  | 13 maart 1993 | Jopie Maas                  |
| 2  | 13 maart 1993 | Ger en Ankie's trouwdag     |
| 3  | 20 maart 1993 | Moord                       |
| 4  | 20 maart 1993 | De brief                    |
| 5  | 27 maart 1993 | Hannie en haar baby         |
| 6  | 3 april 1993  | Jeffrey's container         |
| 7  | 10 april 1993 | Het etentje                 |
| 8  | 17 april 1993 | Willem weet raad            |
| 9  | 24 april 1993 | Vieze zaakjes               |
| 10 | 1 mei 1993    | De Aanslag                  |
| 11 | 8 mei 1993    | Onrust                      |
| 12 | 15 mei 1993   | Wraak                       |
| 13 | 22 mei 1993   | Een pak slaag               |
| 14 | 29 mei 1993   | Vogelvrij                   |
| 15 | 5 juni 1993   | Greetje past op             |
| 16 | 12 juni 1993  | Lang leve de liefde         |
| 17 | 19 juni 1993  | Kleine wasjes, grote wasjes |
| 18 | 26 juni 1993  | Slecht nieuws               |
| 19 | 10 juli 1993  | Sloop                       |
| 20 | 17 juli 1993  | Een man mag niet huilen     |